# Gandalf
Gandalf /ˈɡændɑːlf/ là một nhân vật giả tưởng xuất hiện trong tiểu thuyết The Hobbit và The Lord of the Rings của tác giả J. R. R. Tolkien. Là một phù thủy, Gandalf còn được biết đến như Gandalf the Grey hoặc Gandalf the White.

## Tên gọi

Certh rune no. 19 "G", được Gandalf sử dụng làm ký hiệu/ con dấu cá nhân

Trong các tác phẩm của Tolkien, Gandalf được biết đến với rất nhiều tên gọi và biệt hiệu khác nhau. Bản thân Gandalf nói, "Các chủng tộc biết đến tôi bằng nhiều cái tên khác nhau. Tộc Tiên gọi tôi là Mithrandir, người lùn gọi tôi là Tharkûn, con người phương Tây, Nam Incánus gọi tôi là Olórin." Trong bản thảo sơ khai của The Hobbit, ông được gọi là Bladorthin.
Mỗi Pháp sư trong Chúa nhẫn được phân biệt bằng màu sắc của tấm áo choàng họ mặc. Phần lớn thời gian, Gandalf xuất hiện trong bộ áo choàng màu xám, do đó mới có tên gọi Gandalf Áo Xám (Gandalf the Grey). Mithrandir là một tên gọi trong tiếng Sindarin - nghĩa là "Người hành hương áo xám" hoặc "Kẻ lang thang màu xám".
Trong Chúa tể những chiếc nhẫn, Gandalf trở thành người đứng đầu hội Pháp sư, và được đổi tên thành Gandalf Áo Trắng (Gandalf the White). Sự thay đổi này dẫn tới một tên gọi mới cho ông: Kỵ sĩ Trắng (White Rider). Tuy nhiên, tộc Tiên vẫn gọi ông là Mithrandir; một số khác sử dụng những cái tên mang tính xúc phạm để chỉ ông như: Stormcrow, Láthspell ("Ill-news" trong tiếng Anh cổ) và "Grey Fool".

## Chuyển thể
Trong các vở kịch của Đài BBC, Gandalf được lồng tiếng bởi Norman Shelley trong Chúa tể những chiếc nhẫn (1955–1956),  Heron Carvic trong The Hobbit (1968), Bernard Mayes trong Chúa tể những chiếc nhẫn (1979),, và Sir Michael Hordern trong Chúa tể những chiếc nhẫn (1981).
John Huston lồng tiếng Gandalf trong bộ phim hoạt hình The Hobbit (1977) và The Return of the King (1980) do Rankin / Bass sản xuất. William Squire lồng tiếng cho Gandalf trong phim hoạt hình Chúa tể những chiếc nhẫn (1978) của đạo diễn Ralph Bakshi. Ivan I. Krasko đóng vai Gandalf trong bộ phim chuyển thể The Hobbit (1985) của Liên Xô. Gandalf do Vesa Vierikko thể hiện trong miniseries Hobitit (1993) của đài truyền hình Phần Lan.
Ian McKellen thủ vai Gandalf trong loạt phim Chúa tể những chiếc nhẫn (2001–2003), do Peter Jackson đạo diễn, sau khi Sean Connery và Patrick Stewart từ chối vai diễn này. Theo Jackson, diễn xuất của McKellen được mô phỏng dựa trên chính tác giả Tolkien:
Chúng tôi lắng nghe băng ghi âm Tolkien đọc lại các đoạn trích từ Chúa tể những chiếc nhẫn - cũng như xem lại một số cuộc phỏng vấn của BBC với ông. Ian đã lấy cảm hứng diễn xuất cho nhân vật Gandalf dựa trên chính bản thân Tolkien - từ giọng nói, hành vi, thái độ, cách cư xử. Tác giả Tolkien sẽ nhìn thấy chính mình trong màn trình diễn của Ian.

Diễn xuất của McKellen - đặc biệt trong Đoàn hộ nhẫn - nhận được sự đánh giá cao từ giới chuyên môn, góp phần đem lại cho ông giải thưởng Screen Actors Guild Award và một đề cử giải Oscar dành cho nam diễn viên phụ xuất sắc nhất. Empire xếp hạng Gandalf - diễn xuất bởi McKellen - là nhân vật điện ảnh vĩ đại thứ 30 mọi thời đại. McKellen tiếp tục đảm nhiệm vai diễn này trong loạt phim Anh chàng Hobbit (2012–2014) và chia sẻ ông thích vai Gandalf Xám hơn Gandalf Trắng. Ngoài ra, ông cũng nhận lồng tiếng cho Gandalf trong một số trò chơi điện tử chuyển thể, bao gồm The Two Towers, The Return of the King, và The Third Age.